# وليام جرير
وليام جرير (بالإنجليزية: William Greer) (و. 1909 – 1985 م) هو من جمهورية أيرلندا، الولايات المتحدة الأمريكية ولد في مقاطعة تيرون. وواشتُهر لأنه كان الشخص الذي يقود سيارة الرئيس الامريكي جون كينيدي أثناء اغتياله.